# L'alcova elettrica
L'alcova elettrica è un romanzo storico scritto da Sebastiano Vassalli nel 1985.

## Trama
Il romanzo ricostruisce un processo al pudore iniziato nel 1913 che ha come protagonista Lacerba, una rivista inizialmente nata come pubblicazione di varia cultura e poi divenuta sostenitrice del futurismo.
All'origine del processo vi è un articolo scritto quasi casualmente e certamente senza grande rilevanza da Italo Tavolato, «un ragazzone massiccio, un po' stempiato, un po' miope», con un modo di parlare che «sembrerebbe un anziano gentiluomo infastidito dalla vita», giovane collaboratore del direttore Giovanni Papini, incoraggiato da quest'ultimo a scrivere un Elogio alla prostituzione che si rifacesse al Manifesto futurista della lussuria pubblicato poco tempo prima a Parigi da Valentine de Saint-Point.
Il 1º maggio 1913 compare quindi su Lacerba l'elogio contro la morale sessuale di moralisti e pretaioli. Scoppia subito una grandissima polemica, e segue uno scandalo, prevedibile ma non voluto, ingigantito da una denuncia del sostituto procuratore del re. Lacerba vende centinaia di copie. Tavolato è quindi incriminato, ma si cerca di incolpare anche il giornalista Guido Pogni, direttore responsabile de Lacerba. Ha così inizio processo di grandissima portata che coinvolge giornalisti, letterati, politici, avvocati, pittori, persone dell'alto clero, aspiranti damerini e superuomini mancati. Coinvolti nel processo ci sono Giovanni Papini, «un nipotino sgraziato del superuomo di Nietzsche, un misto di goliardia e canaglieria dai comportamenti contraddittori», Filippo Tommaso Marinetti, Giuseppe Prezzolini, Umberto Boccioni, Carlo Carrà, Dino Campana e un socialista emergente, il giovane direttore dell’Avanti!, Benito Mussolini. Il 10 gennaio del 1914 Lacerba viene assolta, cadono le accuse di reato e in aula si grida viva il futurismo e viva le prostitute.

## Edizioni
- L'alcova elettrica, Torino, Einaudi, 1986-1997.
- L'alcova elettrica. 1913: il futurismo italiano processato per oltraggio al pudore, edizione riveduta con una postfazione dell'Autore, Milano, Calypso, 2009, ISBN 978-88-6255-009-3.

## Riconoscimenti
Nel 1987 il libro è stato finalista al Premio Bergamo..